# Ewa Podleś
Ewa Podleś (Varsavia, 26 aprile 1952 – Varsavia, 19 gennaio 2024) è stata un contralto polacco, attiva sia sui palcoscenici internazionali dell'opera che nell'attività concertistica. Nota per l'agilità e l'estensione della sua voce, eccelleva nei ruoli rossiniani e il suo vasto repertorio spaziava dall'opera barocca di Händel agli autori del Novecento, passando attraverso i principali operisti del secolo precedente, da Donizetti a Wagner.

## Biografia
Nacque a Varsavia il 26 aprile 1952. Dopo aver studiato con Alina Bolechowskag presso l'Accademia di Musica di Varsavia, Podleś fece il suo debutto nel 1975 sul palcoscenico del Gran Teatro di Varsavia come Dorabella nel Così fan tutte di Mozart. Diventò famosa vincendo il Concorso internazionale Čajkovskij del 1977 a Mosca, successo che lo stesso anno aprì la strada alla vittoria a Ginevra e Atene. Nel 1981 ottenne il secondo posto a Barcellona.
Nel 1984 divenne membro della compagnia del Gran Teatro della capitale polacca, dove ebbe successo soprattutto nei ruoli di coloratura del Rossini buffo, ma anche come protagonista della Carmen di Bizet. Quello stesso anno debuttò al Metropolitan di New York come protagonista in travesti del Rinaldo di Händel, replicato al Théâtre du Châtelet di Parigi. Sempre nel 1984 si produsse al Festival di Aix-en-Provence come Rosina, e come Adalgisa nella Norma di Bellini a Vancouver. Si esibì raramente in Polonia fino alla metà degli anni Novanta.
Cantò in tutti i principali teatri della scena mondiale, anche se non molto frequentemente in Italia, e spaziando in un repertorio eccezionalmente vasto: dall'opera barocca, Händel soprattutto (oltre al già citato Rinaldo, il Giulio Cesare, sia nei panni del protagonista che in quelli di Cornelia, nonché, ad esempio, come protagonista dell'Orlando e come "primo uomo" nella Rodelinda), passando attraverso Rossini in tutte le parti contraltili, serie e buffe (tra cui Rosina ne Il barbiere di Siviglia e il ruolo del titolo ne La Cenerentola, L'italiana in Algeri, Tancredi e Ciro in Babilonia), Verdi, in quasi tutti i principali ruoli da mezzosoprano/contralto (Quickly, Azucena, Ulrica, Eboli), Ponchielli (la cieca), addirittura Wagner (Erda) e Richard Strauss (Klytämnestra), fino al repertorio russo e alle canzoni di Šostakovič. Tenne anche molti recital, in particolare con suo marito e in seguito con i pianisti Garrick Ohlsson e Anna Marchwiński.
I ruoli di contralto di coloratura nelle opere di Rossini rimasero comunque centrali nel suo repertorio. I critici notarono il potere espressivo della sua voce e la sua capacità di far fronte al canto fiorito richiesto agli eroi e alle eroine di Rossini. La sua voce aveva un'ampia estensione, più di tre ottave, ed è stata definita "rara per tipologia e bellezza", meritando alla cantante l'appellativo di "forza della natura".  Risulta che la sua nota più bassa cantata in scena sia stata un si♭ basso ("Pour une femme de mon nom" alla Scala) e quella più alta il re sovracuto (eseguita ad esempio in "Sudò il guerriero" dall'oratorio Il ritorno di Tobia di Haydn).
Dopo un'ultima serie di apparizioni nella Fille du régiment al Gran Teatre del Liceu di Barcellona nel mese di maggio del 2017, dal primo giugno dello stesso anno dovette interrompere la sua carriera scenica a causa di un intervento ortopedico, dedicandosi quindi all'attività didattica.
Podleś è morta di cancro ai polmoni in un hospice di Varsavia il 19 gennaio 2024, all'età di 71 anni.

## Vita privata
Visse a Varsavia con il marito Jerzy Marchwinski, di professione pianista, scomparso il 7 novembre 2023.

## Repertorio operistico
| Ruolo                                | Titolo                     | Autore      |
| ------------------------------------ | -------------------------- | ----------- |
| Adalgisa                             | Norma                      | Bellini     |
| Carmen                               | Carmen                     | Bizet       |
| La contessa                          | Pikovaja dama              | Čajkovskij  |
| Maffio Orsini                        | Lucrezia Borgia            | Donizetti   |
| Leonora                              | La favorita                | Donizetti   |
| La marquise de Berkenfield           | La fille du régiment       | Donizetti   |
| Jezi-Baba                            | Rusalka                    | Dvořák      |
| Orfeo                                | Orfeo ed Euridice          | Gluck       |
| La Haine                             | Armide                     | Gluck       |
| Rinaldo                              | Rinaldo                    | Handel      |
| Polinesso                            | Ariodante                  | Handel      |
| Bradamante                           | Alcina                     | Handel      |
| Cornelia Giulio Cesare               | Giulio Cesare in Egitto    | Handel      |
| Orlando                              | Orlando                    | Handel      |
| Bertarido                            | Rodelinda                  | Handel      |
| Madame de la Haltière                | Cendrillon                 | Massenet    |
| Dorabella                            | Così fan tutte             | Mozart      |
| L'opinione pubblica                  | Orphée aux Enfers          | Offenbach   |
| La Cieca                             | La Gioconda                | Ponchielli  |
| Babulenka (la nonna)                 | Il giocatore               | Prokof'ev   |
| Suor Zelatrice La zia principessa    | Suor Angelica              | Puccini     |
| Zita                                 | Gianni Schicchi            | Puccini     |
| La Libellule Maman La tasse chinoise | L'Enfant et les sortilèges | Ravel       |
| Ciro                                 | Ciro in Babilonia          | Rossini     |
| Isaura Tancredi                      | Tancredi                   | Rossini     |
| Isabella                             | L'italiana in Algeri       | Rossini     |
| Rosina                               | Il barbiere di Siviglia    | Rossini     |
| Angelina                             | La Cenerentola             | Rossini     |
| Malcolm Greome                       | La donna del lago          | Rossini     |
| Arsace                               | Semiramide                 | Rossini     |
| Marchesa Melibea                     | Il viaggio a Reims         | Rossini     |
| Ragonde                              | Le Comte Ory               | Rossini     |
| Edvige                               | Guglielmo Tell             | Rossini     |
| Dalila                               | Samson et Dalila           | Saint-Saëns |
| Clitennestra                         | Elektra                    | Strauss     |
| Jocasta                              | Oedipus rex                | Stravinskij |
| Baba the Turk                        | The Rake's progress        | Stravinskij |
| Azucena                              | Il trovatore               | Verdi       |
| Ulrica                               | Un ballo in maschera       | Verdi       |
| Principessa Eboli                    | Don Carlo                  | Verdi       |
| Mrs Quickly                          | Falstaff                   | Verdi       |
| Erda                                 | Das Rheingold              | Wagner      |
| Erda                                 | Siegfried                  | Wagner      |

## Registrazioni
Podleś ha realizzato numerose registrazioni, CD e DVD di opere complete, nonché lavori sinfonici, arie e canzoni.  Ha preso parte alla prima registrazione del Te Deum di Krzysztof Penderecki, diretto dal compositore. Diverse registrazioni hanno ottenuto premi internazionali, come Airs Célébres a Grand Prix du Disque, Mélodies Russes (canzoni russe) a Grand prix de l'Académie française); una registrazione del Tancredi di Rossini ha vinto il premio "The Best Buy 1995" della CD Classic e una nomination per il Grammy Award 1996 . Le arie di Rossini le hanno fatto vincere sia il Preis der deutschen Schallplattenkritik che il premio "Record of the Year" 1996 della rivista Studio. La Sinfonia n. 2 di Mahler le è valsa il "Palmarés Nouvelle Académie du Disque".

### Discografia parziale
- Handel, Ariodante - Anne Sofie von Otter/Denis Sedov/Ewa Podles/Les Musiciens du Louvre/Luc Coadou/Lynne Dawson/Marc Minkowski/Richard Croft, 1997 Deutsche Grammophon
- Handel Arias from Rinaldo & Orlando - Constantine Orbelian/Ewa Podles/Moscow Chamber Orchestra, 2000 Delos
- Offenbach: Orphée Aux Enfers - Choeur de L'Opéra National de Lyon/Ewa Podleś/Laurent Naouri/Marc Minkowski/Natalie Dessay/Orchestre De Chambre De Grenoble/Orchestre de l'Opéra National de Lyon/Véronique Gens, 1998 EMI
- Penderecki, Symphony No. 7 - Wieslaw Ochman/Ewa Podles/Bozena Harasimowicz Hass/Izabela Klosinska/Romuald Tesarowicz/Warsaw Philharmonic Choir/Warsaw Philharmonic Orchestra/Kazimierz Kord/Gustaw Holoubek, 2010 CD Accord
- Marta Ptaszynska: Concerto for Marimba and Orchestra, Songs of Despair and Loneliness, Winter's Tale - Cracow Radio Symphony Orchestra/Szymon Kawalla/Ewa Podles/Jerzy Marchwinski/Polish Chamber Orchestra/Jerzy Maksymiuk, 2010 Polskie Nagrania - Muza
- Rossini, Arias For Contralto - Ewa Podles/Hungarian State Opera Chorus/Hungarian State Opera Orchestra/Pier Giorgio Morandi, 1996 Naxos

### DVD parziale
- Donizetti, La figlia del reggimento - Donato Renzetti/Mariella Devia/Bruno Praticò/Paul Austin Kelly, regia di Filippo Crivelli, 1996 TDK
- Handel, Giulio Cesare - Michael Hofstetter/Flavio Oliver/Elena de la Merced/Jordi Domènech, regia di Herbert Wernicke, 2004 Arthaus
- Massenet, Cendrillon - Bertrand de Billy/Joyce DiDonato/Jean-Philippe Lafont/Elise Gutiérrez/Alice Coote, regia di Laurent Pelly, 2011 Warner
- Ponchielli, La Gioconda (la cieca) - Daniele Callegari/Deborah Voigt/Elisabetta Fiorillo, regia di Pier Luigi Pizzi, 2005 Arthaus